# Worthington, Iowa
Worthington är en ort i Dubuque County i Iowa. Vid 2010 års folkräkning hade Worthington 401 invånare.